# Portret s doždёm
Portret s doždёm (Портрет с дождём) è un film del 1977 diretto da Gavriil Georgievič Egiazarov.

## Trama
La sfortuna porta il marinaio solitario e di mezza età da Claudia, che è venuta a casa sua per aiutare a seppellire la madre e prendersi cura di lui nei primi difficili giorni dopo il funerale. All'inizio Anatolij vede solo calcolo nelle sue azioni. Ma gradualmente l'eroe inizia a capire che ha torto profondamente.